# 7131 Longtom
7131 Longtom eller 1992 YL är en asteroid i huvudbältet som upptäcktes den 23 december 1992 av de båda japanska astronomerna Takeshi Urata och Akira Natori vid JCPM Yakiimo Station. Den är uppkallad efter fotoutrustning, som i sin tur är uppkallad efter en kanon i Skattkammarön av Robert Louis Stevenson.
Asteroiden har en diameter på ungefär 30 kilometer.